# سيكلادس
سيكلادس إحدى مقاطعات اليونان (باليونانية : Κυκλάδες) هي مجموعة جزر في الجزء الجنوبي من بحر إيجة تمثل اٍقليم جنوب إيجة، و هذا الأرخبيل متكون من 2200 جزيرة منها 33 مأهولة بالسكان. عاصمة الاٍقليم هي مدينة هرموبوليس ومن بين مدنها ميكونوس. من الجزر التي تتبعها جزيرة أمورغوس.

## أصل التسمية
معنى «سيكلادس» باليونانية هو الدائرة، وسميت بذلك لأنها تشكل دائرة من الجزر حول الجزيرة المقدسة ديلوس .

## اقرأ أيضا
- أمورغوس